# Merciera azurea
Merciera azurea är en klockväxtart som beskrevs av Rudolf Schlechter. Merciera azurea ingår i släktet Merciera och familjen klockväxter. Inga underarter finns listade i Catalogue of Life.